# Montemaggiore al Metauro
Pour les articles homonymes, voir Montemaggiore (homonymie).
Montemaggiore al Metauro est une commune italienne de la province de Pesaro et Urbino, dans la région Marches.

## Administration
| Période                                  | Période  | Identité         | Étiquette | Qualité |
| ---------------------------------------- | -------- | ---------------- | --------- | ------- |
| 8 juin 2009                              | En cours | Tarcisio Verdini |           |         |
| Les données manquantes sont à compléter. |          |                  |           |         |

### Hameaux
Villanova.

### Communes limitrophes
Cartoceto, Mondavio, Orciano di Pesaro, Piagge, Saltara, Serrungarina.